# Francisco Bizcocho
Francisco Bizcocho Estévez (Coria del Río, 22 de enero de 1951) es un exfutbolista español que jugó durante más de diez años en el Real Betis Balompié. Se retiró en 1983 en el Coria Club de Fútbol.

## Trayectoria
Se formó en las categorías inferiores del Betis. En la temporada 1968/69, jugando con el Triana Balompié, filial del Betis, consiguió el subcampeonato de España de su categoría. Debutó en primera división, con el equipo bético, el 5 de septiembre de 1971, en el Estadio Santiago Bernabéu, frente al Real Madrid, partido que terminó con la victoria madridista por dos tantos a cero.
Permaneció en el Betis durante once años, desde la temporada 1971/72 hasta la 81/82, jugando 285 partidos de liga, siendo su mayor éxito la obtención de la copa del Rey de 1977, en cuya final, celebrada el 25 de junio de 1977, frente al Athletic de Bilbao fue titular y marcó el último penalti de la definitiva tanda de penaltis que dio la victoria al Betis.
Disputó su última temporada en el curso 1982-83 con el Coria Club de Fútbol, en Tercera División.